# Carillon de Douai
Le carillon de Douai, installé dans le Beffroi de Douai en 1391, est composé de 62 cloches dont la plus grosse pèse 5,5 tonnes.

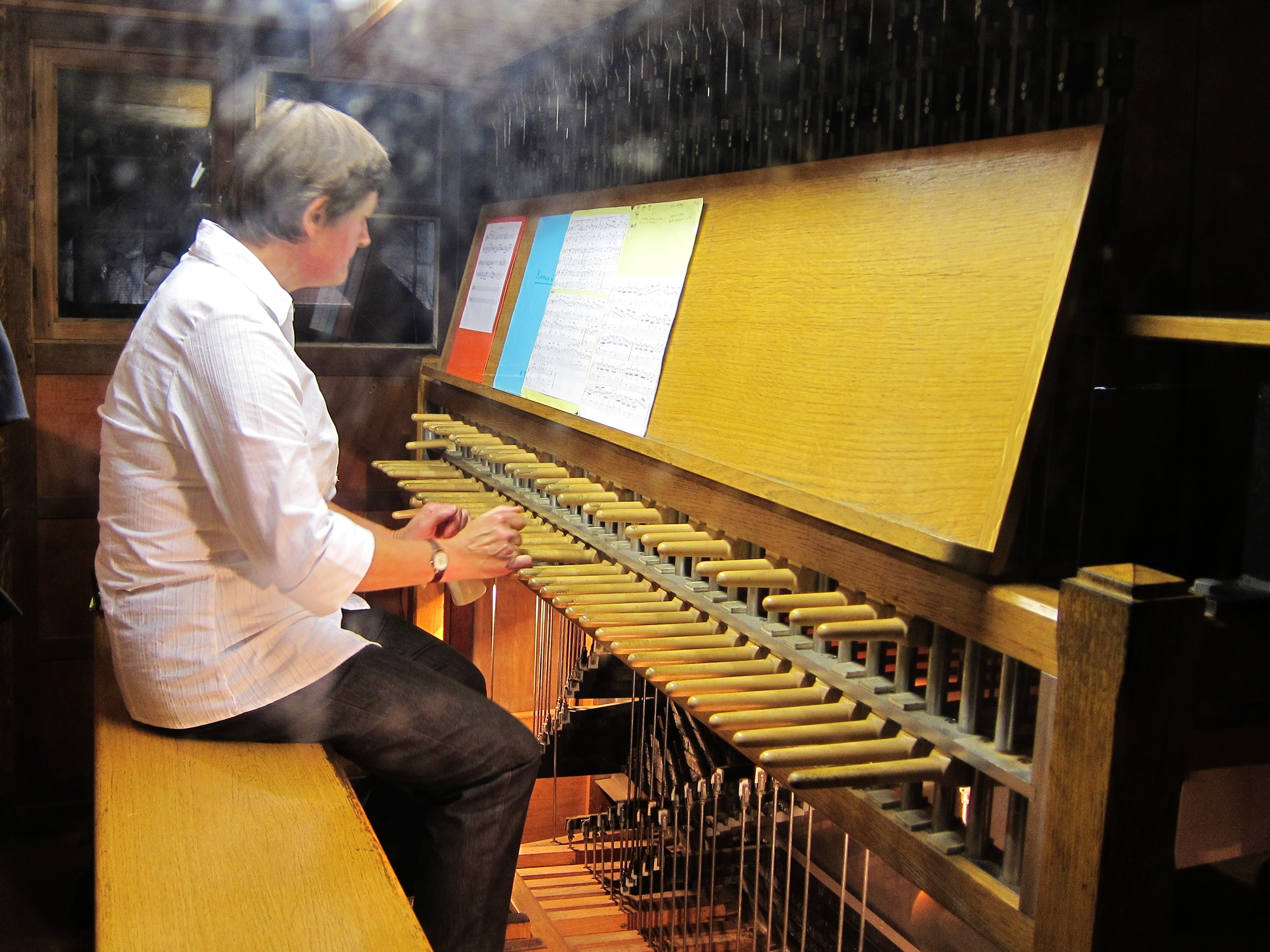
Le clavier permettant d’actionner les cloches formant le carillon

Chaque samedi le carillonneur joue une sonate pendant 20 minutes.
Chaque quart d'heure, le carillon automatique joue une ritournelle.